# Zedenpolitie (Iran)

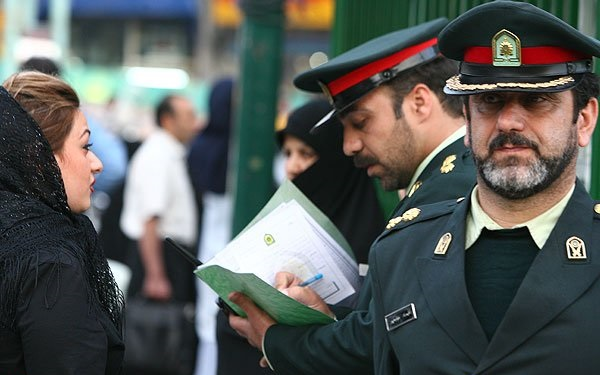
Een religieuze politieagent geeft een Iraanse vrouw een reprimande

De begeleidingspatrouille (Perzisch: گشت ارشاد; geromaniseerd: gašt-e eršād), ook bekend als de zedenpolitie of religieuze politie, is een islamitisch religieuze politie in de wetshandhavingsmacht van de Islamitische Republiek Iran, opgericht in 2005 met de taak om mensen te arresteren die de islamitische kledingvoorschriften, meestal hidjab, overtreden.

## Geschiedenis
Een paar jaren na de Islamitische Revolutie vervulden de Islamitische Revolutiecomités de functie van de islamitische religieuze politie in Iran. In de jaren 2000 werd de begeleidingspatrouille de opvolger van die organisatie.

## Sancties
Op 22 september 2022, tijdens de protesten in Iran, kondigde het Amerikaanse ministerie van Financiën sancties aan tegen de begeleidingspatrouille en tegen zeven hoge leiders van verschillende Iraanse veiligheidsorganisaties, "wegens geweld tegen demonstranten en de dood van Mahsa Amini". Deze omvatten Mohammad Rostami Cheshmeh Gachi, hoofd van de Iraanse zedenpolitie, Haj Ahmad Mirzaei, hoofd van de Teheran-divisie van de zedenpolitie, en andere Iraanse veiligheidsfunctionarissen. De sancties zouden inhouden dat eigendommen of belangen in eigendom binnen de jurisdictie van de Verenigde Staten worden geblokkeerd en gerapporteerd aan het Amerikaanse ministerie van Financiën. Er zouden sancties worden opgelegd aan alle partijen die transacties of diensten aan de gesanctioneerde entiteiten faciliteren.

## Opdoeking
Op 3 december 2022 meldde de Iraanse procureur-generaal Mohammad Jafar Montazeri dat de zedenpolitie was opgedoekt.
Op 17 juli 2023 zei Saeed Montazerolmahdi, de Iraanse woordvoerder van de politie, echter aan het staatspersbureau dat "de zedenpolitie opnieuw op straat gaat om de Iraanse hijab-wetten te handhaven."